# Coronel Olmedo Airport
Coronel Olmedo Airport är en flygplats i Argentina.   Den ligger i provinsen Córdoba, i den centrala delen av landet, 600 km nordväst om huvudstaden Buenos Aires. Coronel Olmedo Airport ligger 431 meter över havet.
Terrängen runt Coronel Olmedo Airport är platt. Runt Coronel Olmedo Airport är det ganska glesbefolkat, med 29 invånare per kvadratkilometer.. Närmaste större samhälle är Córdoba, 9,2 km norr om Coronel Olmedo Airport.
Trakten runt Coronel Olmedo Airport består till största delen av jordbruksmark.